# تست کوبالامین
آزمایش شیلینگ یا تست کوبالامین (به انگلیسی: Schilling test) یک مطالعه پزشکی است که برای بیماران مبتلا به کمبود ویتامین ب 12 (کوبالامین) مورد استفاده قرار می‌گیرد. هدف از این آزمایش تعیین کردن میزان توانایی بیمار در جذب ویتامین ب 12 از روده خود است. این آزمایش را به نام رابرت شیلینگ نامگذاری کرده‌اند.